# Маршанцієві
Маршанцієві (Marchantiaceae) — родина маршанцієвих печіночників порядку маршанціальних (Marchantiales).

## Опис
На таломі маршанцієвих є продихи бочкоподібної форми. Черевні луски розташовані в два і більше рядів. Клітини з олійними тільцями в таломі розташовані поодиноко. Антеридій та архегоній — на підставках.

## Класифікація
У родині виділяють три роди, у флорі України — два.
- Бучеджія (Bucegia)
- Маршанція (Marchantia)
- Прейсія (Preissia)